# Adola (woreda)
Pour les articles homonymes, voir Adola.
Adola est un woreda de la zone Guji de la région Oromia, en Éthiopie. Woreda rural entourant la ville de Kibre Menguist, Adola a 110 034 habitants en 2007 et reprend une partie de l'ancien woreda Adolana Wadera.

## Situation
Situé dans la partie sud de la région Oromia, dans le nord-est de la zone Guji, le woreda Adola est limitrophe de la région Sidama.
Il est bordé, dans la région Oromia, par les woredas Girja et Wadera à l'est, Odo Shakiso au sud-ouest et Ana Sora à l'est.
Il enclave la ville-woreda Kibre Menguist également connue sous le nom d'Adola, en anglais : Adola Town.

## Histoire
Les woredas Adola, Kibre Menguist (Adola Town), Girja et Wadera sont issus de la subdivision en 2007, de l'ancien woreda Adolana Wadera.

## Population
Au recensement de 1994, Adolana Wadera compte 134 343 habitants dont 24 048 résidents urbains[réf. souhaitée].
Avec une superficie de 3 064 km2 [réf. souhaitée], la densité de population y est de l'ordre de 44 personnes par km2.
L'Atlas of the Ethiopian Rural Economy estime la densité de population d'Adolana Wadera entre 51 et 100 personnes par km2 en 2006, juste avant la subdivision de 2007.
Le woreda Adola figure au recensement de 2007, il compte alors 110 034 habitants et sa population est entièrement rurale.
La majorité (60 %) des habitants y sont protestants, 10 % sont musulmans, 8 % sont de religions traditionnelles africaines, 6 % sont orthodoxes et 2 % sont catholiques.
Le même recensement de 2007 compte 50 554 habitants à Wadera, 50 179 à Girja et 22 938 à Kibre Menguist (Adola Town), d'où un total de 233 705 habitants et une densité de population de l'ordre de 76 personnes par km2 en 2007 dans le périmètre de l'ancien woreda Adolana Wadera.